# Un gato en la ciudad
Un gato en la ciudad es una canción de rock, compuesta por el músico de rock argentino, llamado Miguel Mateos/ZAS y perteneciente a su álbum Huevos (1983) y editado en vivo en Rockas vivas (1985).

## Significado
La historia de la canción, trata de la relación que tiene Miguel con la noche, el concepto de la canción, se centra en una persona que da vueltas sin parar y ni saber a donde ir. Mateos rescata la idea de ser un gato urbano o sea recorrer las calles sin sentido en busca de algo.